# Laurence Février
Pour les articles homonymes, voir Février (homonymie).
Laurence Février, née en 1950, est une comédienne et metteuse en scène française.

## Biographie
Elle est connue du grand public pour avoir joué dans Tatie Danielle le rôle de Jeanne Billard, mais elle est avant tout une très grande comédienne de théâtre.
Elle a joué, à partir des années 1970, au théâtre, sous la direction d’Antoine Vitez, Robert Hossein, Armand Gatti, Stuart Seide, Jean-Michel Rabeux, Claude Régy, Philippe Adrien, Jean-Paul Wenzel.
Dans les années 1980, elle fonde sa propre compagnie et monte des pièces de Pirandello, O’Neill, Italo Svevo, Michel Tremblay, Marivaux, Michèle Fabien, Erasme, Mérimée, Beckett, Lydie Salvayre, ainsi que des spectacles musicaux et poétiques.
Elle tourne, au cinéma, avec Etienne Chatilliez, Raul Ruiz, Steven Spielberg et dans de nombreux téléfilms.

## Filmographie

### Cinéma
- 1980 : Mon oncle d'Amérique d'Alain Resnais
- 1990 : Tatie Danielle d'Étienne Chatiliez
- 1997 : Vicious Circles d'Alexander Whitelaw
- 1999 : Pas de scandale de Benoît Jacquot
- 1999 : Le Temps retrouvé de Raoul Ruiz
- 2000 : Petite Chérie d'Anne Villacèque
- 2000 : En face de Mathias Ledoux
- 2001 : Absolument fabuleux de Gabriel Aghion
- 2002 : Parlez-moi d’amour de Sophie Marceau
- 2003 : Ce jour-là de Raoul Ruiz
- 2006 : Deux vies plus une d'Idit Cebula
- 2006 : Munich de Steven Spielberg
- 2009 : Tellement proches d'Éric Toledano et Olivier Nakache
- 2019: Tanguy, le retour d'Étienne Chatiliez

### Télévision
- 1974 : Madame Baptiste de Claude Santelli
- 1976 : Le Lauzin de la grande demoiselle
- 1978 : Gaston Phébus
- 1982 : Les Cinq Dernières Minutes, épisode : L'Impasse des brouillards de Claude Loursais
- 1997 : Navarro, épisode : Un mari violent de José Pinheiro
- 2000 : La Bicyclette bleue
- 2020 :Section de recherche, épisode :  Mortelle randonnée de Julien Zidi

## Théâtre
- L'Enfance de Vladimir Kobalt de et mise en scène Petrika Ionesco
- Succès, le groupe TSE
- La Maison de Bernarda Alba de Federico García Lorca, mise en scène Robert Hossein
- Andromaque de Racine, mise en scène Antoine Vitez
- Dommage qu'elle soit une putain de John Ford, mise en scène Michel Hermon
- Phèdre de Racine, mise en scène Michel Hermon
- Lulu de Frank Wedekind, mise en scène Michel Hermon
- Peer Gynt d’Henrik Ibsen, mise en scène Michel Hermon
- Don Juan revient de guerre d’Ödön von Horváth, mise en scène Michel Hermon
- 1969 : Suréna de Corneille, mise en scène Hubert Gignoux, Théâtre national de Strasbourg
- 1970 : Tête d'or de Paul Claudel, mise en scène Denis Llorca
- 1971 : Tête d'or de Paul Claudel, mise en scène Denis Llorca, Comédie de Caen, Théâtre du Vieux-Colombier
- 1972 : Marchands de ville création collective Théâtre de l'Aquarium, mise en scène Thierry Bosc, Jacques Nichet, TNP, Comédie de Saint-Étienne
- 1974 : Les Vampires de Serge Ganzl, mise en scène Gabriel Garran, Théâtre de la Commune
- 1976 : La Passion du Général Franco d'Armand Gatti, mise en scène de l'auteur, Entrepôts Calberson Paris, Théâtre du Huitième Lyon
- 1980 : Le deuil sied à Électre d'Eugene O'Neill, mise en scène Stuart Seide, Théâtre des Quartiers d'Ivry
- 1980 : Trilogie du revoir de Botho Strauss, mise en scène Claude Régy, Théâtre des Amandiers
- 1981 : Le Malade imaginaire de Molière, mise en scène Jean-Michel Rabeux
- 1981 :  Marie Tudor de Victor Hugo, mise en scène Jean Guichard
- 1981 : La Fausse Suivante de Marivaux, mise en scène Jean-Michel Rabeux
- 1982 : L'Ignorant et le fou de Thomas Bernhard, mise en scène Alain Ollivier
- 1982 : Je rêve mais peut-être que non de Luigi Pirandello, mise en scène Laurence Février, Théâtre Daniel Sorano Vincennes
- 1982 : Vaudeville, mise en scène Jean-Michel Rabeux
- 1983 : Jocaste de Michèle Fabien, mise en scène de Marc Liebens, au Petit Odéon
- 1983 : Kean d’Alexandre Dumas, mise en scène Jean-Claude Drouot
- 1984 : Ajax de Sophocle, Compagnie Judy Stewart
- 1986 : Les Trompettes de la mort de Tilly, mise en scène de l'auteur, Théâtre Paris-Villette
- 1986 : Les Mains sales de Jean-Paul Sartre, mise en scène Pierre-Étienne Heymann
- 1987 : Génousie de René de Obaldia, mise en scène Claude Santelli, Théâtre national de l'Odéon, Théâtre des Célestins
- 1987 : La Vénus à la fourrure de Leopold von Sacher-Masoch, mise en scène Philippe Adrien
- 1987 : Les Pragmatistes de Stanislaw Ignacy Witkiewicz, mise en scène Philippe Adrien
- 1991 : La Fille de Rimbaud de Jacques Guimet, mise en scène Anne-Marie Lazarini, Théâtre Artistic Athévains
- 1992 : Légèrement sanglant de Jean-Michel Rabeux, mise en scène de l'auteur, Nouveau théâtre d'Angers
- 1992 : Le Théâtre ambulant Šopalović de Ljubomir Simović, mise en scène Jean-Paul Wenzel
- 1992 : L'Éloge de la Folie d’après Érasme, mise en scène Laurence Février
- 1993 : Roméo et Juliette de William Shakespeare, mise en scène Daniel Benoin, Comédie de Saint-Étienne
- 1996 : La Station Champbaudet d’Eugène Labiche, mise en scène Anne-Marie Lazarini
- 1999 : Croisade sans croix d'après Arthur Koestler, mise en scène Jean-Paul Wenzel, Théâtre national de la Colline
- 2002 : La Compagnie des spectres de Lydie Salvayre, mise en scène Monica Espina
- 2004 : George Dandin de Molière, mise en scène Pierre Pradinas, Théâtre de l'Union
- 2006 : L'Échange de Paul Claudel, mise en scène Sarah Sanders, L'Artchipel
- 2006 : Ils habitent la Goutte d'Or, mise en scène Laurence Février, avec Laurence Février, Lavoir Moderne Parisien, Théâtre du Lucernaire (2007)
- 2008 : Les Belles Âmes de Lydie Salvayre, mise en scène Laurence Février, avec Laurence Février, Ahmed Karetti, Théâtre national de Chaillot
- 2009 : Suzanne ou une femme remarquable de Laurence Février, mise en scène de l'auteur, avec Laurence Février, Lucernaire